# Euchlaena incisaria
Euchlaena incisaria är en fjärilsart som beskrevs av Walker 1866. Euchlaena incisaria ingår i släktet Euchlaena och familjen mätare. Inga underarter finns listade i Catalogue of Life.